# Rajgarh (Sirmaur)
Rajgarh is een nagar panchayat (plaats) in het district Sirmaur van de Indiase staat Himachal Pradesh. 

## Demografie
Volgens de Indiase volkstelling van 2001 wonen er 2.527 mensen in Rajgarh, waarvan 56% mannelijk en 44% vrouwelijk is. De plaats heeft een alfabetiseringsgraad van 79%. 